# 西路商場槍擊案
西路商場槍擊案（英語：Westroads Mall shooting），是一宗發生於2007年12月5日在美國內布拉斯加州奧馬哈西路商場的謀殺、自殺案。這名槍手被確定為羅伯特·霍金斯。他在遺書說，他要風光的離開。據報導，有9人死亡，包括自殺的霍金斯。其他五人受傷，其中兩人傷勢嚴重。
這是自1958年由查爾斯·斯塔克韋瑟所犯的槍擊事件後，该州最致命的一起槍擊事件。

## 槍手
羅伯特·霍金斯（Robert A.Hawkins，1988年5月17日－2007年12月5日），2007年奧馬哈西路商場槍擊案槍手與死者，終年19歲。他與兩個朋友和他們的母親寄宿在貝爾維尤的家中。他曾就讀柏庇利昂拉韋莎中學，後來中途退學。收留他的女主人形容他「混亂不安」，並表示事發前兩星期，他因為被麥當勞開除（據報是因為他偷了17元）以及無法與女朋友見面而心情低落。據他的一位朋友說，他在服抗抑鬱藥。慘案發生前一小時，霍金斯的母親將他的遺書交給該縣的治安官部門，遺書中寫道「我要帶幾條爛命跟我一起走......我他媽的會變得很出名......」